# 한노 대왕

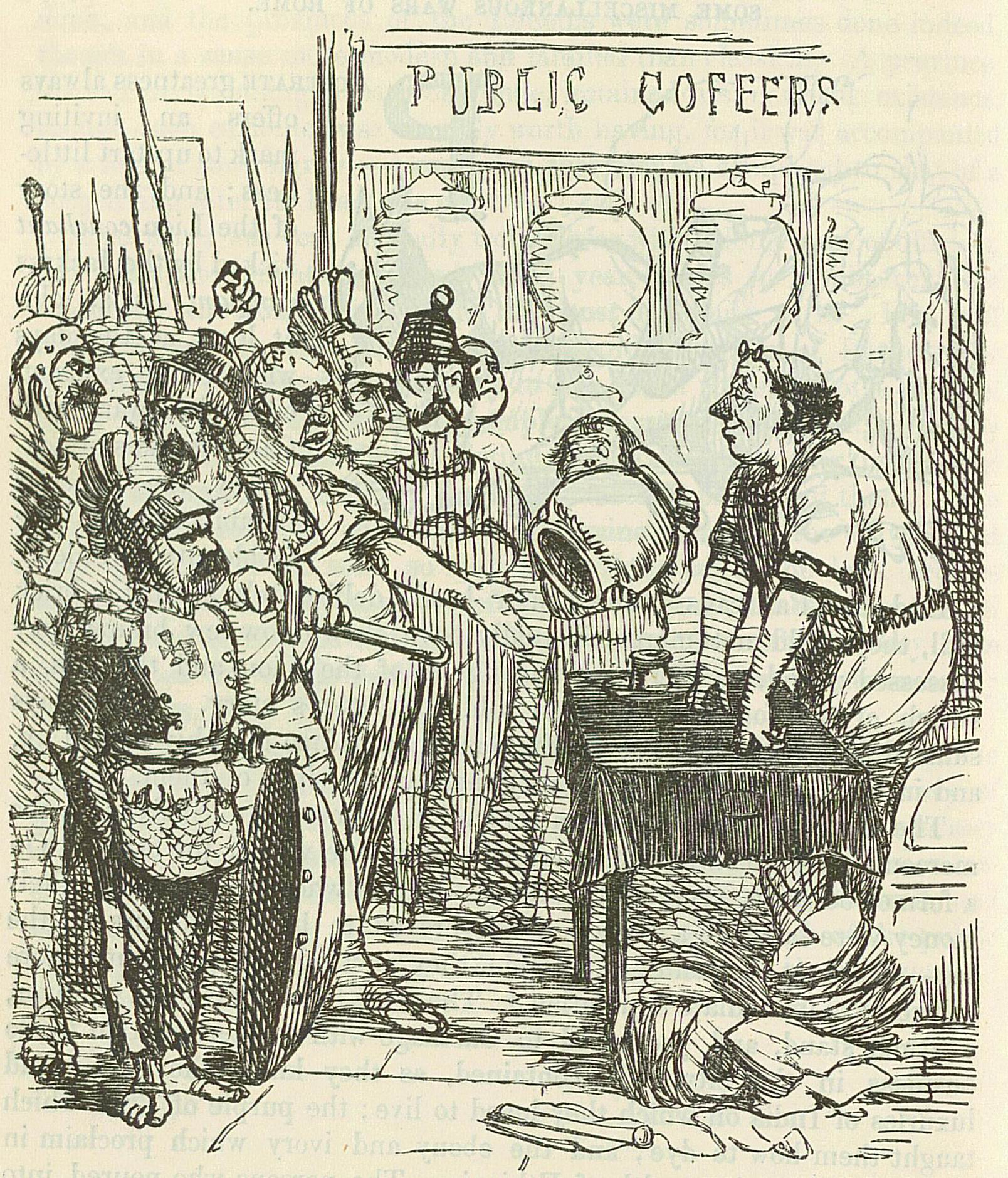

한노 대왕(Hanno the Great)은 고대 카르타고의 왕이자 귀족으로 3명의 지도자가 있었다. 이들 인물들은 편의상 대(大)한노 1세, 대 한노 2세, 그리고 대 한노 3세으로 불렸다. '한노'는 가족의 성으로 추정된다.

## 대 한노 1세 (한노 대왕)
한노 대왕은 기원전 4세기경의 군사 지도자이자 정치가였다. 기원전 368년 그의 경쟁자 수니아투스는 카르타고 인 중 가장 강한 자라 칭해졌다. 몇 년후 수니아투스는 반역으로 고소되었고 (아마도) 처형되었을 것이다.
기원전 367년 한노 대왕은 200척의 배를 지휘하였는데 그것이 시칠리아의 그리스 인들에 대하여 결정적인 승리를 얻게 해 주었다.
그의 승리는 시라쿠사의 디오니시우스 1세의 릴리바이움의 공격계획을 성공적으로 막았다. 릴리바이움은 서부 시칠리아 내의 카르타고와 동맹한 도시였다. 약 20년간 한노 대왕은 카르타고의 지도자였다. 기원전 340년 그는 자신이 독재관이 되도록 계획하였는데 대중에게 음식을 배급하고 군대의 시위를 실행하기로 하였으며 목적 달성을 위해 노예와 베르베르인 추장을 활용하였다.
비록 카르타고에 대한 군사적인 위협은 아니었지만 한노 대왕은 체포되고 배반자로 드러나 고문을 당하고 죽었으며 그의 가족 다수가 사형되었다.
그러나 후에 그의 아들 기스코는 그리스 용병과 709척의 배의 지휘권을 받고 릴리바이움으로 보내졌다.
그 후 기원전 340년 시라쿠사의 티몰레온과의 화친이 맺어지고 그 가문의 영향력은 후대의 카르타고에서 증가하였다. 대한노 1세는 아마도 대한노 2세의 조상이라 여겨진다.

## 대 한노 2세
대한노 2세는 기원전 3세기의 부유한 카르타고 귀족이었다. 한노의 부는 아프리카와 이베리아 반도내에 소유한 토지에 기초하였다.
1차 포에니 전쟁 기간동안 그는 로마 공화국에 대항하여 전쟁을 지속하는 것에 대한 반대파를 이끌었고 아프리카의 영토를 정복하는 것을 선호하였다. 결국 그는 카르타고 장군 하밀카르 바르카와 그 파벌에 의해 적대시되었다.
기원전 244년 한노는 카르타고 해군을 해산시켰다.
기원전 241년 카르타고는 전쟁에서 패배하였다. 전쟁 후 한노는 하밀카르가 약속하였던 돈과 보상을 용병들에게 지불하는 것을 거절하였다. 용병들은 반란을 일으켰고 한노는 카르타고 군대를 조정하여 그들을 격파하려고 하였다. 그의 시도는 실패하고 군대의 통수권은 하밀카르에게 돌아갔다. 기원전 238년 결국 그들은 협조하여 용병들의 반란을 진압하였다.
그의 별명 대왕(Great)은 아프리카 내의 적들에 대한 정복으로 얻어진 것이었고 대(對)로마 전쟁에 대해서는 계속 반대의 입장을 취했다. 제2차 포에니 전쟁동안 그는 카르타고의 반전파를 이끌다가 칸나에 전투에서의 승리 후에 한니발에 대한 보급을 막았다고 비난받았다.
기원전 202년 한니발이 자마 전투에서 패한 후 그는 로마인들과의 화친을 교섭하는 사절단의 일원이 되었다.

## 대한노 3세
세 번째 대한노는 기원전 2세기 카르타고의 극우 정치가였다.